# トゥインクル (モデル・芸能事務所)

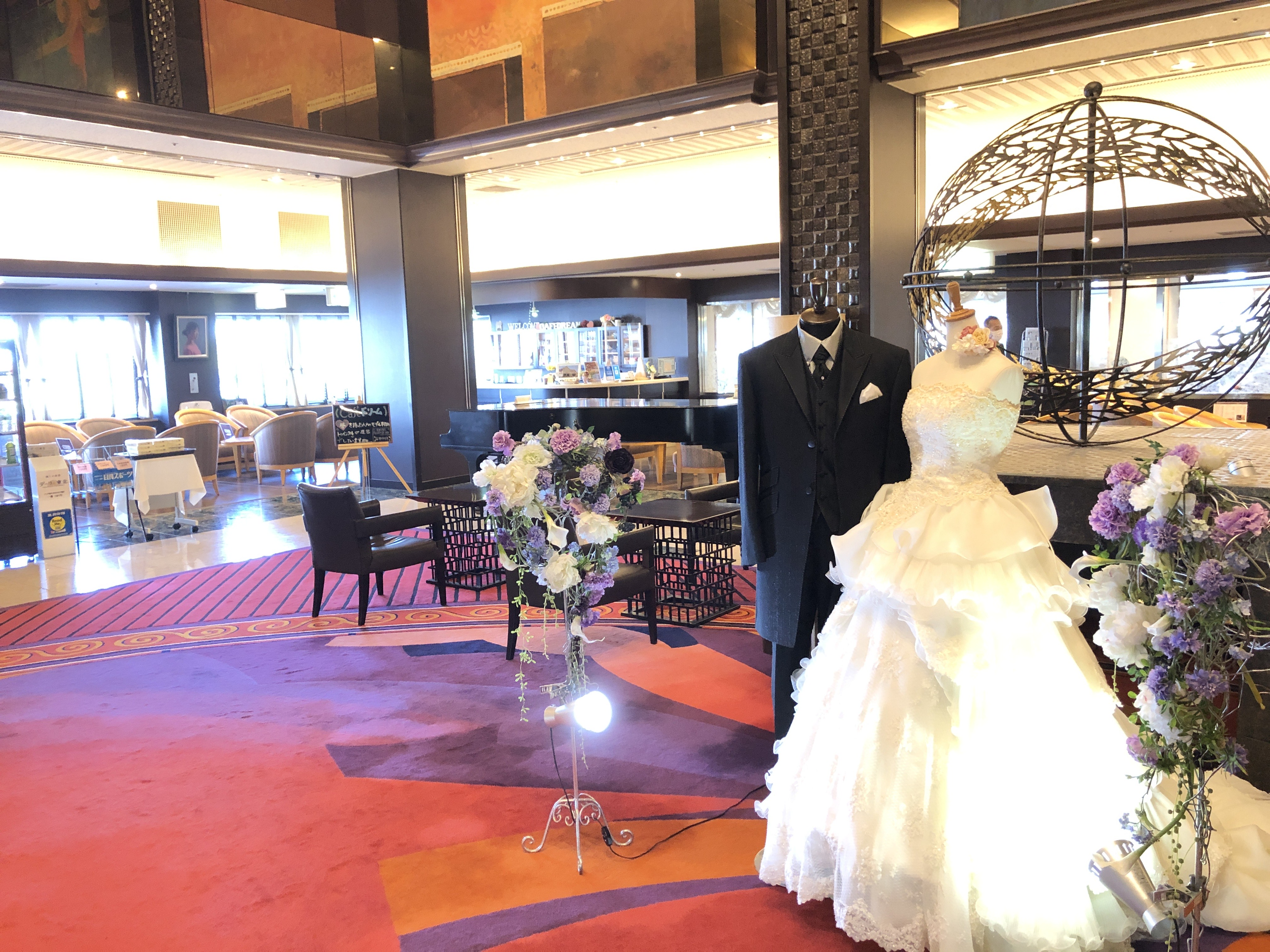
グランドサンピア八戸1Fラウンジ「Lounge Cafe by Twinkle」

株式会社トゥインクルは、青森県八戸市に本拠を置くモデルエージェンシー、芸能事務所。青森県内で活動するモデル、タレント、MC（司会）、アーティストが所属している。東京のモデルエージェンシーアービングと業務提携をしている。2013年12月4日設立。

## 概要
代表の黒島弘康は北海道札幌市出身で、大学時代にロックバンドのギター・ボーカルとして音楽活動を行っていた。薬剤師の資格を取得して製薬会社に就職。山形県や岩手県でサラリーマンをしながら、休日にアマチュアミュージシャンとして活動していた。2001年、八戸市に住居を移してからも歌うことへの夢を持ち続け、青森市内のモデル事務所に所属しながら歌手活動を続けていた。
黒島はインターネット、SNS、動画配信の普及にともない、大手プロダクションに所属せずとも地元で活躍して全国区になれる時代になったと感じて、2006年12月4日に「市民参加型」モデルプロダクションを設立。八戸市に前身事務所「アンオリーブ」を立ち上げる。
2009年4月に八戸市出身の人気タレント・百香（現在の久保百恵）が所属。2006年から2009年3月までサンミュージックプロダクションで活躍。集英社主催・第1回ミス週刊プレイボーイコンテストにて準グランプリ（2005年）。それを機に多くのCM、モデル活動、地元テレビ局・マスコミのレポーター活動の仕事が増えた。
2012年にNHK朝の連続テレビ小説「あまちゃん」の現地キャスティングを行う。第1次～3次ロケ、ミス北鉄コンテスト、ヲタク＆カメコ役、震災シーン等を担当。
2013年12月4日に株式会社トゥインクルに事業所名を変更。トゥインクルの由来は、八戸からキラキラ輝く人を輩出という意味。同年、厚生労働大臣許可「有料職業紹介事業」取得した。当時代表は久保、会長は黒島。2014年から代表が黒島、取締役が久保に変更となる）。
2015年4月、百恵は、本名の久保百恵で青森県八戸市議選に無所属で立候補して初当選した。
2017年7月、地域発信のモデルアイドルユニットとして『シンデレラマジックEAST』をデビューさせ、同年ユニバーサルミュージックからメジャーデビューしてCDデビューを果たした。
2020年、愛が、TBSテレビ「中居大輔と本田翼と夜な夜なラブ子さん」にレギュラー出演。10月、愛とpacchiが「館鼻朝市PR大使」「館鼻朝市公認アイドル」に認定。11月、八戸市長のもとへ表敬訪問した。
2022年、事務所をグランドサンピア八戸内に移転。
現在、代表の黒島は八戸市内で薬剤師をしながらモデルエージェンシー・芸能事務所の代表を兼務する。

## 沿革
- 2012年 - 第1回ミスユニバースジャパン青森大会開催（サプライヤー）[11]
- 2012年 - NHK朝の連続テレビ小説「あまちゃん」現地キャスティング[11]。
- 2013年12月4日 - 株式会社トゥインクルを設立（事業所名を変更）、厚生労働大臣許可「有料職業紹介事業」取得[11]。
- 2015年 - 2015年統一地方選挙「美人すぎる市議八戸でまた誕生」[11]。
- 2017年 - 地域発信のモデルアイドルユニット『シンデレラマジックEAST』デビュー[11]。
- 2018年 - 東京のモデルエージェンシーアービングと業務提携を結ぶ[11]。
- 2018年 - グランドサンピア八戸の1階ラウンジ「Caf'eドリーム Sweets Time」に携わる[11]。
- 2022年 - 「Lounge Cafe by Twinkle」名称変更。事務所がホテル内に引っ越し。
- 2024年 -Twinkle後援会発足。亀田弘徳平内町議会議員が会長に就任[12]。

## 業務内容
1. モデルエージェンシー、芸能プロダクションの経営
2. モデル、芸能タレント、アーティストの育成及びマネージメント業、プロモート業務
3. 有料職業紹介事業
4. テレビ・ラジオ・CM・ポスター・チラシ等の企画・製作協力
5. CD、DVD等、音楽・映像等の複製物の企画、制作、販売に関する業務
6. インターネットによるホームページ・携帯コンテンツの企画、制作、運営
7. インターネットによる通信販売及び情報提供サービス業務
8. レコーディング技術のノウハウの提供

## 特色
- 事務所のモットウが「デキる人よりも純粋な人、優しい人、謙虚な人達と一緒に夢を見ていきたい。磨いていきたいのは心です」[13]
- 市民参加型のモデルエージェンシー、芸能事務所[13]
- 帝国データバンク 経営情報誌の取材で「青森県には大きな可能性があります。青森から全国へ、誰にも負けないオンリーワンを生み出したい」と会社の指針を話す[1]。
- 2024年に後援会理事に就任した衆議院議員・岡田華子は、「私が持っている芸能界へのイメージが悪いのかもですが、ジャニーズ始め色々問題が指摘されている業界であることは間違いないので、この先、色々な大人と関わっていくであろう彼らが苦しむことがないように、応援していきたい」とその思いを語っている[14]。

## 所属タレント
出典（2023年12月現在）

### WOMAN
- 高畑 裕莉香
- 虹乃愛 んな - pacchi メンバー
- 梅津 芽生
- 加賀 琴美
- 水綺 もか
- 中村 れな
- 松田 広子 - 南部イタコ六世代～最後のイタコ
- 仲島 みちる
- 掛端 青
- 奥寺 エリナ
- 西塚 繭子
- ソワ
- 阿部 麻里
- 北爪 光江
- 渚
- 優心
- 赤崎 千枝
- 山本 朝美
- 藤代 さくら
- 津村 桜花
- アンナ
- 楓心
- 荒谷 裕子
- 高橋 美紀
- 船場 美千代
- 藤本 美子

### GIRLS
- りのあ
- 幸羽
- 北爪ファミリー
- あいみ
- 一華
- みうな
- まなか
- 鈴
- 永渚麗
- 縁麗彩
- もな
- 加賀 玲

### MEN
- ラリア - 元海外真珠養殖家
- 柏崎 博志 - アクション俳優
- 小柏 力也
- 柴田 龍
- 久保 英幸 - プロレス団体興行
- 正宗
- 北爪 正孝
- 京谷 晶也
- 蒼井 サキ
- 小泉 淳己
- 荒谷 昴志
- 小林 泰雅
- 佐藤 幸宥
- 小太郎
- 小田島ジョー

### BOYS
- 太陽
- 心暖
- 奏空
- 永琦
- 群青
- 広太郎
- 早乙女 仁
- 凰翔

## 所属グループ
- Sugar & Spice - ボサノバやサンバ男女デュオ
- pacchi

## 主な過去の所属者
- 百香（現在、八戸市議会議員の久保百恵）
- 橋本麗奈 - ミス日本準グランプリ
- 長峰夏希
- 中村萌奈美
- 槻ノ木澤さくら
- 西村祐哉
- 誠
- 真理奈 - シンデレラマジックEAST メンバー
- 平沼日菜子 - 2014年～2017年ミスりんご
- 鈴 - シンデレラマジックEAST メンバー
- 赤石美友 - シンデレラマジックEAST メンバー
- 春霞 - Bride of japan2016 Beauty&Bravery賞（特別賞）
- 愛 - TBSテレビ「中居大輔と本田翼と夜な夜なラブ子さん」レギュラー出演中[16]
- 唯
- 宮下 瑠子 - pacchi メンバー
- 環
- 仲嶋 玲音 - pacchi メンバー
- ゆりあ - pacchi メンバー
- 愛美 - pacchi メンバー
- さき
- 仁菜
- 坂本 麻理奈
- 愛梨
- あいり
- 原 歩
- 里花
- 早狩 幸子
- リゼル
- しょうこ
- 藤田 有希子
- タミ―
- 東森 悦子
- 春山 りん
- 津村 智香
- 宇佐美 ゆき - 2015,2016ミスユニバースJAPAN青森大会ファイナリスト
- 千葉 咲
- 日坂 さと
- 高橋 広奈 - 第30代ミスあきたこまち（平成27年）
- 天野　姫子
- 石川 瑛梨
- 雲雀 美邑
- 馬場 葉子 - ジャズピアニスト・コンポーザー（作詞作曲家）・エッセイスト
- 慶
- りく
- 華月
- 明李咲
- 莉央
- 芹那
- えれさ
- 須藤 雄太 - 空手家
- 馬場一弘 - 元多い競馬場実況中継アナウンサー
- 小町 一麿
- 板橋 佳祐
- 堀切 ちはる - 元お笑いタレント
- 早狩 功盛
- 佐々木 広和
- 長谷川 武夫
- COOMONG
- いそじまっしょ。。 - ボディビルダー
- 今井 太一
- 細川 英男 - キックボクシングジム会長
- 畠山 浩之
- 在
- 孝太朗
- 良多朗
- 魁士
- 龍空

## 主な過去のグループ
- シンデレラマジックEAST
- Noir～ノワール～